# 돌꽃속
돌꽃속(Rhodiola)은 돌나물과의 속이다. 돌나물속 식물과 닮았으며, 일부 학자는 돌나물속으로 분류하기도 한다.

## 한국의 종
- 좊은잎돌꽃 Rhodiola angusta Nakai
- 돌꽃 Rhodiola elongata (Ledeb.) Fisch. & Mey.
- 가지돌꽃 Rhodiola ramosa Nakai
- 바위돌꽃 Rhodiola rosea L.